# Juan Velásquez
Juan José Velásquez Ojeda (Peru, 20 de março de 1971) é um ex-futebolista peruano.

## Carreira
Teve mais destaque por Deportivo Pesquero, Cienciano e Coronel Bolognesi, seu último clube. Atuou também com relativo destaque no futebol venezuelano (atuando por Deportivo Galicia, Deportivo Italia e Deportivo Lara).

## Seleção
Velasquez integrou a Seleção Peruana de Futebol na Copa América de 1999.

## Links
- Perfil de Juan Velásquez
- National Football Teams - Ficha técnica de Juan Velásquez